# Свемирски пират капетан Харлок
Свемирски пират капетан Харлок (јап. 宇宙海賊キャプテンハーロック, енгл. Space Pirate Captain Harlock) је серија манги коју је написао и илустовао Леији Матсумото. Била је серијализована у часопису Плеј комик од 1977. до 1979, а поглавља је Акита Шотен сакупио у пет танкобона. Серија прати капетана Харлока, свемирског гусара, након што се побунио против Земљине Владе и генералне апатије човечанства. Не постоји српска синхронизација серије, а ни манге нису објављиване у Србији.
Свемирски пират капетан Харлок, адаптиран је у аниме 1978. године у режији Ринтара и продукцији тоеј анимејшна. Истоимени анимирани филм, објављен је 2013. године.
Током августа 2014. године, објављен је наставак серијала мнги, Капетан Харлок: Димензијално путовање, ради прославе Макотовог 60-ог рођендана. Нови серијал садржи значајне промене у односу на оригинал.
Севн Синс Ентертајмент је лиценцирао манге у Северној Америци.

## Радња
У будућности, у 2977. години, човечанство је постигло огроман напредак. Уздајући се против опште апатије, Харлок пориче пораз и води екипу одметника на свој летећи брод како би предузео нешто против владара Земље. Њихови најгори непријатељи су Мејзон, раса органских биљних ванземаљских жена које су истраживале Земљу у митској прошлости и сада се враћају да је врате.

## Ликови

### Главни ликови
- Харлок (キャプテン・ハーロック, Kyaputen Hārokku) је архетипски романтични херој, свемирски гусар са индивидуалистичком филозофијом живота. Он је тако племенит да би се борио против тоталитарних режима, било да су земља или ванземаљци. По његовим речима, „он се не бори за неког, већ за нешто дубоко у његовом срцу”.
- Тадаши Јаиба (キ台羽 正, Daiba Tadashi) је 14-годишњи син научника који је убио Мејзон, који се придружио Харлоковом тиму након смрти његовог оца. Изгубио је мајку на Нептуновом сателиту Тритону када је равнодушна влада игнорисала њене молбе за помоћ. Тадаши је у почетку био у сукобу са Харлоком, али је све постало нормално кад је Тадаши постао део Харлоковог тима.
- Кеј Јуки (有紀 蛍, Yūki Kei) је млада жена са плавом косом која је већ била део Харлоковог тима у време када им се Тадаи придружио. Упознала је Харлока када јој је упао на брод који ју је враћао на земљу каозатвореника након што је напала војног официра који је занемаривао смрт њеног оца. Она је главни аркадијски руководилац навигације и науке, као и други најмлађи члан посаде након Тадашија.
- Миме (ミーメ) је мистериозна ванземаљка са плавом кожом и дугом плавом косом. Као и сви из своје расе, Миме нема уста и користи алкохол као не-опојну храну и користи своје психичке и психолошке силе као средство за смањење болова од повреда. Рођена је на планети Јура где је остала последња из своје врсте након што су је спасили Харлок и његова посада. Захваљујући томе, Миме постаје део тима и даје заклетву да ће заувек остати уз Харлока. Немајући уста, она и даље може "говорити" и још увијек апсорбује течности кроз општу област уста. Њена емпатична природа чини је вредним саветником (на пример, када она конзулира госпођу Машу након губитка њеног вереника), а такође је и способна да зауставити бол. За разлику од од оригинала, у филму из 2013. године она је приказана са устима.
- Јатаран (ヤッタラン) је Харлоков први човек на броду, као и сјајан математичар.
- Доктор Зиро (ドクターゼロ) је главни медицински официр на броду. Има кућног љубимца, мачка, по имену Ми-кун ког је усвојио након смрти његове мајке. Ми-кун се појављивао у неколико других анимеа.
- Маји (魔地) је главни инжењер на броду.
- Госпођа Машу (ますさん, Masu-san) је главни управник тима која баш и не подноси доктора Зира и његовог мачка. Њен главни циљ је био да се уда за Гоцо Отовара, све док је могућности нису спречиле у томе.
- Тоширо Ојама (大山トチロー, Ooyama Tochirou) је Харлоков стари пријатељ и главни градитељ Аркадије. Умро је од болести пре догађаја у серији, али његова свест преживљава у бродском рачунару.

### Споредни ликови
- Емералда је Тоирова љубавница као и Мајиова мајка. Одлучује да користи свемирски брод као би пратила Тошира.
- Маја Ојама (大山まゆ, Ooyama Mayu) је Тоирова и Емералдина ћерка. Харлок јој дозвољава да пође на његов брод након смрти његовг оца, али она остаје на Земљи због Тоширове жеље.
- Професор Тсујоши Даиба је Јиабов отац, астроном и научник. Био је један од ретких научника који су видели приетњу ванземаљаца и покушали упозорити земаљску владу прие него што су га Мејзон убили. Тадаши, погођен убиством свог оца, придружује се Аркадији како би се осветио Мејзону.
- Митсуру Кируда (切田 満, Kiruda Mitsuru) је вођа одбрамбених снага Земље, као и Харлоков заклети непријатељ који би све урадио како би га унитио. Раније у свом животу, Кируда је претрпео губитак свог оца, владиног тајног агента, током несрећне у мисији, након чега умиру његова мајка и његова млађа сестра Тами. Окривљујући владу због смрти своје породице, он је ушао у војне чинове како би извршио промене на боље и, неслузшајући упозорење професора даибе на долазак Мејзона на Земљу. Кируда на крају серије ставља своју наклоност Харлоку како би их одбранио.

#### Мејзон
Мејзон су главни негативци првобитне серије из 1978. године. Они су раса интелигентних бића заснованих на биљкама у женској хуманоидној форми које могу заузимати неколико облика у мушкој форми. Када Мејзон умиру, њихов леш спонтано гори све док се не остави ништа осим пепела.
- Краљица Рафлесија (女王ラフレシア, Jo'ō Rafureshia) је главни монарх расе Мејзон, која је одлучна да води своје људе Земљу како би од ње направили свој нови дом након уништења њихове планете. Рафлесија је некада била мудар и љубазан владар, али ситуација њеног народа доводи је до промене нагоре, како серија напредује. Она у почетку није видела Харлока као главну претњу и чак му је спасила живот раније, али касније постају смртни непријатељи. Током коначног обрачуна са Харлоком, открива се дда она није Мејзон већ човек. Након што је победила у њиховом двобоју, Харлок допушта Рафлесји да напусти Земљу са својим људима и да се насели на неком другом месту.
- Командир Клео (司令クレオ, Shirei Kureo) је командант службеМејзон и главни саветник краљице Рафлесије. Тадаши Јаиба ју је убио.
- Командир Касандра je беспомоћни командант Трећег квадранта Мејзона, она је вољна да користи нечасне тактике како би покушала да освоји битке, укључујући и употребу цивилне флоте Мејзон као штитове против напада Аркадије.
- Шизука Намино (波野 静香 Namino Shizuka) је шпијун Мејзона на Земљи која се предтавља да је секретарица премијера Земље.

## Епизоде
| Сезона | Сезона | Епизоде | Премијерно приказивање (Јапан) | Премијерно приказивање (Јапан) |
| Сезона | Сезона | Епизоде | Прва епизода                   | Последња епизода               |
| ------ | ------ | ------- | ------------------------------ | ------------------------------ |
|        | 1      | 42      | 14. март 1978.                 | 13. фебруар 1979.              |

## Адапција ТВ серије

### Производња
Режију серије је радио Ринтаро. Серија покреће низ питања и изазова у животу мушкараца као и ограничење насиља као ефикасног решења проблема. На примјер, док Харлоцк сазнаје за страдање Мејзона, избегличког народа који бежи од планете која умире, он не налази задовољство у својим биткама са њима.

### Дистрибуција
Године 1978, верзија оригиналног серијала са поднасловом на енглеском језику појавила се на телевизији УХФ станице на јапанском језику. Наредне године, КИКУ-ТВ је дистрибуирао серију другим програмерима на јапанском језику. Овај аниме се емитовао још у Њујорку, Сан Франциску и Лос Анђеесу.
Енглеска синхронизација је обухватала неколико епизода и имала је ограничено издање у САД, углавном на кабловској телевизији. У тој синронизацији је неколико имена промењено, као што су Мејзон постали Зејтон и Јантара постао Јандблод. Многи су сматрали ову синхронизацију лошом, због лоше урађене музике и гласова, као и због лоег квалитета. Серија је поново синхронизована 1985. године, овог пута од стране Хармони Голд САД који је синхронизовао и Капетана Харлока: Краљицу хиљаду година. Коришћењем истог стила као
Током 2009. године, Вилијам Винклер Продукшнс је произвео две потпуно нове верзије енглеске синхронизације, уређене из оригиналне серије, од којих је свака трајала 105 минута. Продуцент Билијам Винклер, познат по енглеској верзији серије Текама: Свемирски витез, написао је, продуцирао и режирао ове компилације написане на енглеском језику.
У 2012. години, Дискотек Медија је објавила да је купила серију за Северно Америчку DVD дистрибуцију и објавили су целу серију у неколико DVD-јева.

## Филм
Човечанство се раширило по целом свемиру, али након дуго времена схвата се да људи могу да опстану само, и једино, на својој родној планети Земљи. Људи масовно крећу да се враћају на Земљу која је тренутно превише мала и не може да прими све оне који желе да је населе. Због тога избијају ратови и прописује се забрана приласка планети. Оснива се Геа Коалиција која сматра Земљу светим местом коме нико нема право приступа. Међутим, један човек се бори за промену, човек стар преко стотину година кога јури Коалиција, човек познат под шифром С 00999- Свемирски пират Капетан Харлок.